# Пантылка
Пантылка — река в России, протекает в Слободском и Белохолуницком районах Кировской области. Устье реки находится в 1,4 км по левому берегу реки Сома. Длина реки составляет 19 км.
Исток реки у деревни Той-Дой (Светозаревское сельское поселение Слободского района). Река течёт на северо-восток, в среднем течении на реке село Пантыл (Гуренское сельское поселение Белохолуницкого района), других населённых пунктов на берегах нет. Приток — Поломка (левый). Река впадает в Сому полутора километрами выше впадения самой Сомы в Белую Холуницу в 9 км к юго-западу от города Белая Холуница.

## Данные водного реестра
По данным государственного водного реестра России относится к Камскому бассейновому округу, водохозяйственный участок реки — Вятка от истока до города Киров, без реки Чепца, речной подбассейн реки — Вятка. Речной бассейн реки — Кама.
По данным геоинформационной системы водохозяйственного районирования территории РФ, подготовленной Федеральным агентством водных ресурсов:
- Код водного объекта в государственном водном реестре — 10010300212111100032256
- Код по гидрологической изученности (ГИ) — 111103225
- Код бассейна — 10.01.03.002
- Номер тома по ГИ — 11
- Выпуск по ГИ — 1